# Malá Čertova zeď
Malá Čertova zeď je návrší s maximální výškou 489 m n. m. v okrese Liberec Libereckého kraje. Leží na katastrálním území obce Všelibice, vsi Smržov a města Český Dub.

## Popis

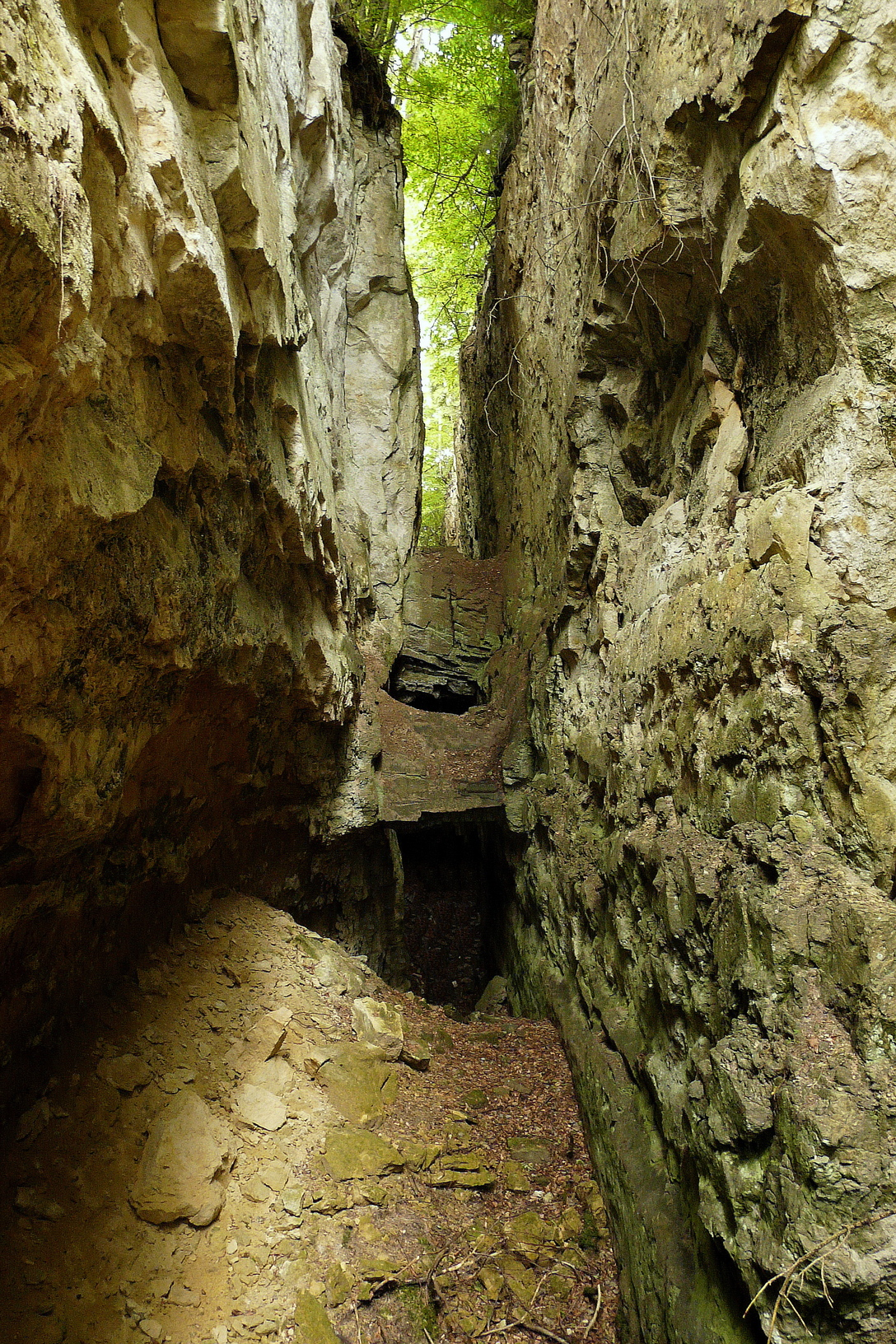
Rasova rokle – čedičové rozpěry

Malá Čertova zeď vytváří výrazný strukturní hřbet rozdělený příčnými údolími na několik částí.

## Geomorfologické zařazení
Malá Čertova zeď geomorfologicky náleží do celku Ralská pahorkatina, podcelku Zákupská pahorkatina, okrsku Kotelská vrchovina a podokrsku Všelibická vrchovina.